# Action This Night (Live Boston '82)
Action This Night (Live Boston '82) es un bootleg en vivo de la banda británica Queen, publicado el 25 de diciembre de 2008 a través de Uxbridge Records. El álbum fue reeditado en 2016 para un lanzamiento de edición limitada en Japón.

## Sobre el álbum
El álbum fue grabado durante la etapa norteamericana de la gira Hot Space en el Boston Garden en Massachusetts, Estados Unidos el 23 de julio de 1982. El álbum fue publicado el 25 de diciembre de 2008 a través de Uxbridge Records. El álbum contiene 23 canciones, con una duración aproximada de 89:31.

## Lista de canciones
Todas las canciones escritas por Freddie Mercury, excepto donde está anotado.
| Disco uno |                                   |              |          |  |
| N.º       | Título                            | Escritor(es) | Duración |  |
| 1.        | «Queen Day Declaration»           |              | 2:27     |  |
| 2.        | «Rock It (Prime Jive)»            | Roger Taylor | 3:23     |  |
| 3.        | «We Will Rock You» (Fast version) | Brian May    | 1:45     |  |
| 4.        | «Action This Day»                 | Taylor       | 5:06     |  |
| 5.        | «Play the Game»                   |              | 5:14     |  |
| 6.        | «Staying Power»                   |              | 3:58     |  |
| 7.        | «Now I'm Here»                    | May          | 6:18     |  |
| 8.        | «Dragon Attack»                   | May          | 2:34     |  |
| 9.        | «Now I'm Here» (Reprise)          | May          | 1:34     |  |
| 10.       | «Save Me»                         | May          | 4:42     |  |
| 11.       | «Calling All Girls»               | Taylor       | 4:36     |  |
| 12.       | «Get Down, Make Love»             |              | 4:08     |  |
| 13.       | «Guitar Solo»                     | May          | 5:56     |  |

| Disco dos |                                  |                           |          |  |
| N.º       | Título                           | Escritor(es)              | Duración |  |
| 1.        | «Under Pressure»                 | Queen, David Bowie        | 4:28     |  |
| 2.        | «Fat Bottomed Girls»             | May                       | 5:10     |  |
| 3.        | «Crazy Little Thing Called Love» |                           | 4:15     |  |
| 4.        | «Bohemian Rhapsody»              |                           | 6:03     |  |
| 5.        | «Tie Your Mother Down»           | May                       | 4:05     |  |
| 6.        | «Body Language»                  |                           | 2:56     |  |
| 7.        | «Another One Bites the Dust»     | John Deacon               | 3:48     |  |
| 8.        | «We Will Rock You»               | May                       | 2:08     |  |
| 9.        | «We Are the Champions»           |                           | 3:29     |  |
| 10.       | «God Save the Queen»             | tradicional, arr. por May | 1:34     |  |

## Créditos
Créditos adaptados desde las notas del álbum.
Queen
- Freddie Mercury – voz principal, piano, guitarra acústica, pandereta
- Brian May – guitarra eléctrica y acústica, piano, coros
- Roger Taylor – batería, coros
- John Deacon – bajo eléctrico, guitarra eléctrica

Músicos adicionales
- Morgan Fisher – teclado, piano